# Metro w San Juan

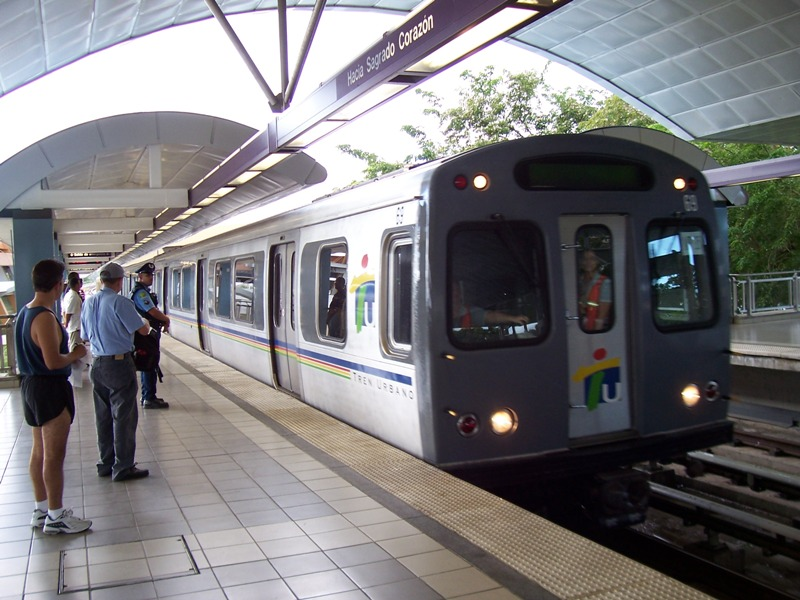
Pociąg metra na stacji Bayamón

Metro w San Juan (hiszp. Tren Urbano de San Juan) – system publicznego transportu miejskiego w postaci metra, łączącego stolicę Portoryko – San Juan z okolicznymi miastami Guaynabo oraz Bayamón. Tren Urbano stanowi obecnie jedna linia o łącznej długości 17,2 km z 16 stacjami, które zazwyczaj umieszczone są wysoko nad ziemią, a nie pod jak większość tradycyjnych systemów metra, stąd też w tradycyjnej nazwie systemu nie występuje słowo metro. Cały system na każdej ze stacji jest zsynchronizowany z godzinami przyjazdów i odjazdów autobusów i wspólnie z nimi jest zarządzany przez jedno przedsiębiorstwo transportowe Alternativa de Transporte Integrad (ATI).

## Historia
Pierwsze plany budowy kolei naziemnej w San Juan, zaczęto sukcesywnie wprowadzać jeszcze w XIX wieku, kiedy Portoryko było zamorską kolonią Hiszpanii. Wówczas wobec gwałtownego napływu mieszkańców do miasta i jego ekspansji oraz coraz to większej liczby samochodów zaczęto realizować plany budowy szybkiej kolejki. Pierwszy wniosek w sprawie budowy metra wpłynął w 1967 roku, ale dopiero w 1993 roku wydano zgodę na finansowanie i budowę pierwszej linii metra, której budowa rozpoczęła się pod koniec lat 90. XX wieku. Metro zostało uruchomione 17 grudnia 2004 roku, a całość kosztowała 2,2 miliarda USD.

## Linie

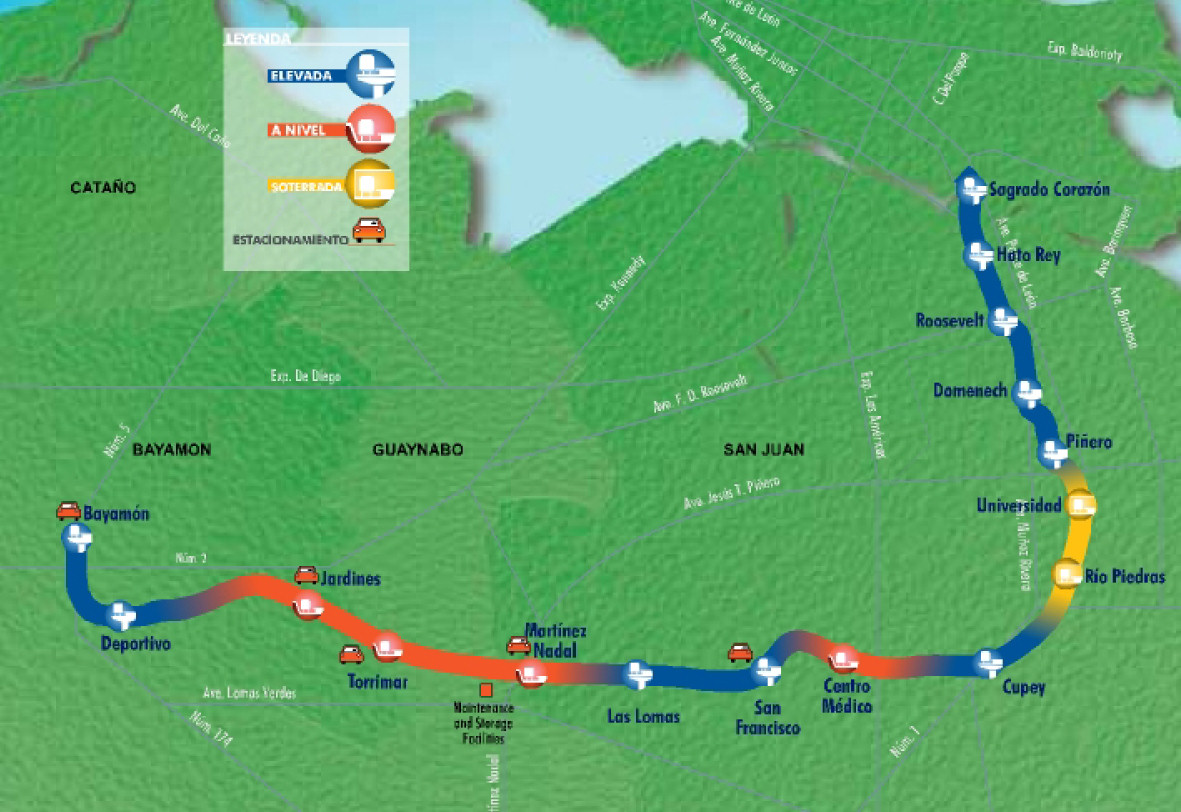
Schemat przebiegu linii metra

Obecnie funkcjonuje jedna linia metra o łącznej długości 17,2 km z rozstawem szyn 1435 mm oraz z 16 stacjami:
- Sagrado Corazón
- Hato Rey
- Roosevelt
- Domenech
- Piñero
- Universidad
- Río Piedras
- Cupey
- Centro Médico
- San Francisco
- Las Lomas
- Martínez Nadal
- Torrimar
- Jardines
- Deportivo
- Bayamón

## Przyszłość i rozbudowa
Obecnie system jest w rozbudowie. Planowana jest rozbudowa linii 1 o kolejne stacje i budowa drugiej linii, która będzie realizowana w formie szybkiego tramwaju / premetra.